# Saint-Laurent-de-Chamousset
Saint-Laurent-de-Chamousset é uma comuna francesa na região administrativa de Auvérnia-Ródano-Alpes, no departamento de Ródano. Estende-se por uma área de 17,25 km². Em 2010 a comuna tinha 1 930 habitantes (densidade: 111,9 hab./km²).